# Любомирский, Иероним Августин
Князь Иерони́м Августи́н Любоми́рский (пол. Hieronim Augustyn Lubomirski, 20 января 1647 — 20 апреля 1706) — польский государственный и военный деятель из рода Любомирских. Основатель жешувской линии княжеского рода Любомирских.

## Биография
Родился 20 января 1647, сын польного гетмана коронного князя Ежи Себастьяна Любомирского и дочери сандомирского каштеляна Констанции Лигежанки. Был братом Станислава Ираклия Любомирского. Иероним Августин был властителем Жешува, дедичем Вишнича и Ярослава.
В 1663 году учился в Падуанском университете, вступил в орден рыцарей-госпитальеров. В 1668 году, командуя отрядом нанятым на собственные средства, принимал участие в боях против гетмана Петра Дорошенко.
С 1670 года состоит на службе в войске коронном. Принимал участие в кампании походе 1671 года против Крымской орды, где он отличился во время боев за Брацлав и Кальник, взял Винницу.
Любомирский участвовал в Хотинской битве и походе Николая Иеронима Сенявского в Молдавию 1673—1674 гг.
Любомирский отличился в битве под Львовом в 1675 году и в 1676 году в сражениях под Войниловым и Журавно. Был сторонником избрания Яна III Собеского. На протяжении многих лет судился с Дмитрием Ежи Вишневецким за Острожскую ординацию. В 1676 году стал хорунжим великим коронным, в 1677 году его войска без согласия Речи Посполитой, поддержали антиавстрийское восстание в Венгрии. В 1679 году, он стал придворным Людовика XIV, получив ежегодную пенсию 15 000 ливров.
С апреля по ноябрь 1702 года был польным гетманом коронным.
С 1702 года по 1706 год был великим гетманом коронным
В 1705 году был награждён орденом Белого Орла.
Занимал должности: гетман польный коронный и гетман великий коронный, каштелян краковский c 1702 года, воевода краковский, подскарбий великий коронный c 1692 года, великий хорунжий коронный, маршалок надворный коронный с 1683 года.
Умер в родовом Жешувском замке 20 апреля 1706 года.

## Семья
В 1694 году женился на Констанции Бокум (ум. 1704). Дети:
- Анна Любомирская (ум. 1735), жена с 1711 года воеводы краковского Франтишека Велёпольского
- Марианна Любомирская, жена подкомория великого коронного Кшиштофа Товянского
- Елизавета Любомирская, жена воеводы хелминского Яна Рыбинского
- Ежи Игнаций Любомирский (1687—1753), великий хорунжий коронный
- Ян Казимир Любомирский (ум. 1736), староста болимовский
- Александр Якуб Любомирский (1695—1772), великий коронный мечник и генерал коронной артиллерии.

## Образ в литературе
Он был знатнейшим магнатом Польши, более властительным в своих обширных владениях, чем любой король. Когда он отправлялся на сейм или в Ченстохов на богомолье — впереди его кареты и позади ехало верхом, в бричках и на телегах не менее пяти тысяч шляхтичей, одетых — один как один — в малиновые жупаны с лазоревыми отворотами на откидных рукавах. На посполитое рушение, — походы против бунтующей Украины, или против татар, — он выводил свои три полка гусар в стальных кирасах с крыльями за плечами. Как Пяст по крови, он считал себя первым претендентом на польский престол после низвержения Августа. Тогда, — в прошлом году, — уже две трети делегатов сейма, стуча саблями, прокричали: «Хотим Любомирского!» Но этого не захотел король Карл, которому нужна была кукла. Полковник Горн окружил бушующий сейм своими фузилерами, — они запалили фитили и оскорбили торжественность треском барабанов. Горн, как бы вбивая каблуками гвозди, прошел к пустому тронному месту и крикнул: «Предлагаю Станислава Лещинского!»
— Толстой А.Н. Книга III, глава 4 // Петр Первый.